# Alfons Puchowicz
Alfons Puchowicz (zm. w październiku 1897 we Włocławku) – prezydent Włocławka w latach 1894–1897.